# Geoingeniería solar

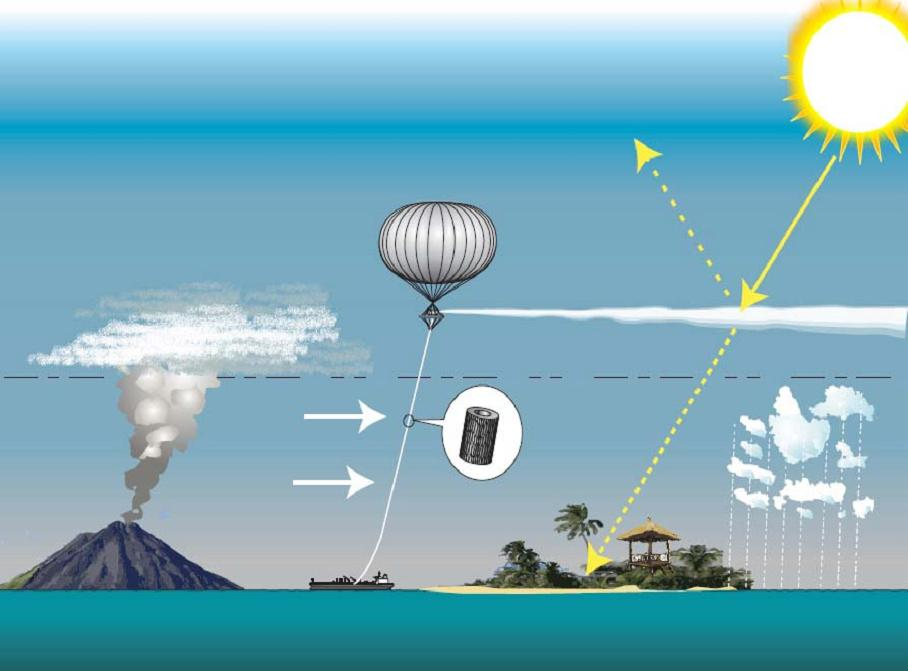
Propuesta de inyección de aerosoles estratosféricos utilizando un globo para inyectar aerosoles en la estratosfera.

La geoingeniería solar o modificación de la radiación solar (MRS) es un tipo de ingeniería climática en la que la luz del sol (radiación solar) se reflejaría de vuelta al espacio para limitar o revertir el cambio climático. No es un sustituto de la reducción de las emisiones de gases de efecto invernadero, pero podría actuar como una medida temporal para limitar el calentamiento global mientras se toman otras medidas. Los dos métodos más estudiados son la inyección de aerosoles estratosféricos y el blanqueamiento de nubes.

## Justificicación
La geoingeniería solar parece ser capaz de prevenir parte o gran parte del cambio climático. Los modelos climáticos indican que es capaz de acercar las temperaturas globales, regionales y locales a los niveles preindustriales. Las principales ventajas de la geoingeniería solar son la rapidez con la que podría desplegarse y la reversibilidad de sus efectos climáticos directos. La inyección de aerosoles estratosféricos, el método más estudiado, parece técnicamente factible y económico, aunque aún estando fuera del alcance de individuos y pequeños estados. Sería ejecutado por naciones con economías fuertes o coaliciones que incluyan al menos una de estas. La geoingeniería solar no reduciría directamente la concentración de dióxido de carbono en la atmósfera y, por lo tanto, no soluciona la acidificación de los océanos. El uso excesivo o mal distribuido de la geoingeniería solar, o su terminación repentina, podría generar serios riesgos ambientales. Pueden existir otros impactos negativos no conocidos, ya que se ha realizado poca investigación. La geoingeniería solar es un desafío por múltiples razones, incluido que probablemente pocos países serían capaces de hacerlo solos.

## Resumen

### Funcionamiento
En promedio, la atmósfera de la Tierra recibe 340 W/m2 de radiación solar. Debido a las elevadas concentraciones de gases de efecto invernadero en la atmósfera, la diferencia neta entre la cantidad de luz solar absorbida por la Tierra y la cantidad de energía radiada al espacio aumentó de 1,7 W/m2 en 1980 a 3,1 W/m2 en 2019. Este desequilibrio, llamado forzamiento radiativo, significa que la Tierra absorbe más energía de la que emite, lo que hace que aumenten las temperaturas globales. El objetivo de la geoingeniería solar sería reducir el forzamiento radiativo aumentando el albedo (reflectividad) de la Tierra.

### Roles potenciales
La geoingeniería solar está destinada a complementar, no a reemplazar, la reducción de las emisiones de gases de efecto invernadero. La Royal Society declaró en su histórico informe de 2009: "Los métodos de geoingeniería no sustituyen a la mitigación del cambio climático y solo deben considerarse como parte de un paquete más amplio de opciones para abordarlo".
Se ha sugerido la geoingeniería solar como un medio para estabilizar los climas regionales, pero el control sobre los límites geográficos del efecto podría resultar muy difícil.

## Limitaciones y riesgos
Además de una cancelación imperfecta del efecto climático de los gases de efecto invernadero, existen otros problemas significativos.

### Solución incompleta a las concentraciones elevadas de dióxido de carbono
La geoingeniería solar no elimina los gases de efecto invernadero de la atmósfera y, por lo tanto, no reduce otros efectos de estos gases, como la acidificación de los océanos.

### Incertidumbre
La mayor parte de la información sobre geoingeniería solar proviene de modelos climáticos y erupciones volcánicas, ambos análogos imperfectos. Los modelos climáticos utilizados en las evaluaciones son los mismos que utilizan los científicos para predecir los impactos del cambio climático antropogénico. Algunas incertidumbres en estos modelos climáticos son particularmente relevantes y deberán ser evaluadas en futuras investigaciones. Los volcanes son un análogo imperfecto ya que liberan el material en la estratosfera en un solo pulso, en lugar de con una inyección sostenida. El modelado es incierto ya que se ha realizado poca investigación práctica.

### Mantenimiento
Los efectos de la geoingeniería solar serían temporales y, por lo tanto, la restauración climática dependería del despliegue a largo plazo de la tecnología hasta que se elimine suficiente dióxido de carbono de la atmósfera. Si la geoingeniería solar estuviera previniendo un calentamiento global significativo, se detuviera abruptamente y no se reanudara en aproximadamente un año, las temperaturas globales aumentarían rápidamente. Sin embargo, algunos académicos han argumentado que este shock parece fácil de prevenir dado que sería beneficioso para los estados reanudar el régimen de despliegue; y porque la infraestructura podría volverse redundante, lo que permitiría a los estados actuar y eliminar gradualmente la geoingeniería solar no deseada.
Algunos científicos afirman que la geoingeniería solar sería "básicamente imposible de detener". Esto es cierto solo en el caso de una estrategia de implementación a largo plazo. Una estrategia temporal a corto plazo limitaría la implementación a décadas.

### Control sobre la implementación
Aunque los modelos de geoingeniería solar dependen en una implementación óptima o consistente, los líderes nacionales pueden no estar de acuerdo en si se debe utilizar la geoingeniería solar, o en cómo debe implementarse. Esto podría dar lugar a implementaciones subóptimas y exacerbar las tensiones internacionales.
Algunos observadores afirman que es probable que la geoingeniería solar se militarice o se convierta en un arma. Sin embargo, esto es controversial ya que sería imprecisa. Independientemente de ello, en 1978 entró en vigor la Convención de la ONU sobre la Prohibición de Utilizar Técnicas de Modificación Ambiental con Fines Militares u Otros Fines Hostiles, que prohibiría el uso como arma de la geoingeniería solar.